# 미분화 다형성 육종
미분화 다형성 육종(undifferentiated pleomorphic sarcoma, UPS), 또는 다형성 근섬유육종(pleomorphic myofibrosarcoma), 고등급 근섬유모세포육종(high-grade myofibroblastic sarcoma) 고등급 근섬유육종(high-grade myofibrosarcoma),은 2020년 세계보건기구(WHO)가 정의한 희귀 육종으로, 분화도가 나쁜 신생물이다. 종류나 기원이 명확하지 않은 세포가 비정상적으로 증식한다. WHO는 다형성 미분화 육종을 "불확실한 분화도의 종양"(tumors of uncertain differentiation) 카테고리 안의 미분화/미분류 육종으로 분류했다. 육종은 일반적으로 뼈, 근육, 지방, 혈관, 림프관, 힘줄, 인대 등으로 발달해야 할 중간엽 줄기세포에서 유래한다고 알려진, 혹은 그럴 것으로 생각되는 암이다. 육종의 아형은 70가지 넘게 기술되어 있다. UPS 아형의 육종은 분화도가 나빠 방추형 세포, 조직구, 거대세포 등의 형태로 나타날 수 있는 종양 세포로 구성되어 있다. UPS는 철저한 조직학적, 면역조직화학적, 초미세구조적 검사로 관련 세포의 종류를 확인하지 못한 뒤, 어떠한 하위 분류에도 암이 해당하지 않는 경우에만 진단을 고려한다.
초기에 UPS의 진단은 악성 섬유성 조직구종(malignant fibrous histiocytomas, MFH)을 포함하였다. MFH는 현재 육종양 암종이나 흑색종과 같은 다양한 육종을 모아놓은 쓰레기통 분류(wastebasket category)로 여겨진다. 여러 연구에서는 MFH 종양이 조직구(혈액 내 단핵구에서 기원한 세포)에서 유래하지 않고, 중간엽세포에서 유래한다고 강력히 주장한다. 또한 UPS는 저등급 근섬유모세포육종과 중등급 근섬유모세포육종의 보다 공격적이고 전이가 자주 발생하는 형태라고 간주되어 왔다. WHO는 저등급와 중등급 근섬유모세포육종을 하나의 질환으로 통합하여, UPS와는 꽤 구분되는 질환인 중등급(전이가 드묾) 섬유모세포 및 근섬유모세포 종양(fibroblastic and myofibroblastic tumors) 중 하나로 분류하였다. 발생률이 낮으며 예전에는 현재 다른 종류의 육종으로 분류하는 암과 묶여서 분류되었기 때문에, UPS의 임상 양상, 적절한 치료, 예후에 관한 과거 연구는 이후의 연구를 통해 개정될 수 있다.
UPS 종양 다수는 극히 공격적이며, 수술을 통한 제거 이후에도 종종 재발하며, 전이하는 경우도 잦다. 수술, 방사선치료, 화학요법 등을 적절히 조합하여 치료한다. 보다 최근에는 UPS 종양을 항체 치료를 통해 치료하기도 하였다. 즉, 림프구의 일종인 T세포 표면에 있는 특정 항원에 결합하는 항체를 이용하여, T세포의 능력을 증강시켜 UPS 종양 세포를 공격하도록 하는 것이다.

## 임상 양상
UPS는 50세에서 70세 사이의 사람들에서 흔히 깊은 위치의, 급속히 자라는, 통증이 없는 덩어리 형태로 발생한다. 이런 덩어리는 드물게 얕은 쪽에도 존재하며 소아 인구에서도 드물게 발생한다. 환자 266명을 대상으로 한 후향적 연구에서 UPS 종양은 가장 큰 쪽의 직경이 1~55 cm까지 다양했다. 평균값은 8.8cm였으며, 0~1, 5~9, ≥10 cm인 환자군이 각각 25%, 38%, 38%였다. UPS 진단을 받은 205명의 환자(중앙 연령 59세)를 대상으로 한 연구에서는, 종양의 위치는 팔다리(47.3%), 복부 또는 골반(26.8%), 흉부(17.6%), 두경부(8.3%) 순서였다. 드물게는 후복막공간, 간, 폐의 흉막, 심장, 소장에 발생한 사례도 보고된 바 있다. 후향적 연구에서, 원격 전이는 초기 진단 당시를 기준으로 266명의 환자 중 6.4%에서 발생하였다. 전반적으로, 전이는 UPS 환자의 40%에서 발생하였거나, 진단 이후 발생한다. 전이하는 장소는 폐(40%에서 55%)가 가장 많았으며, 그 외에는 보다 드물지만 원발 종양 근처의 림프절, 뇌, 췌장, 심장 등 다른 부위가 보고되기도 하였다.

## 병리학
UPS의 조직병리 소견은 비특이적이므로 진단은 배제진단, 즉 가능한 질환을 하나씩 제거하는 방식으로 이루어진다. UPS 종양 세포는 현미경으로 관찰했을 때 미분화, 즉 어또한 특정 종류의 세포도 닮지 않았으며 크기, 모양, 색 등이 세포마다 크게 다른 다형성이다. 따라서 UPS 진단은 흔히 UPS 종양 세포가 발현하는 특이적인 단백질들을 검출하여 실시한다.
UPS 환자 52명을 대상으로 한 연구에서는, 종양 세포의 세포막에 PD-L1 단백질이 국소적(전체의 36.5%) 또는 강하게(전체의 9.62%) 발현되어 있었다. 또한 전체의 48.1%에서는 IDO1 단백질도 발현하고 있었다. PD-L1을 강하게 발현하는 종양 세포는 CMTM6 단백질도 발현하고 있었다. 질병 경과에 있어서 강한 PD‑L1 발현은 나쁜 예후 인자로, IDO-1 발현은 좋은 예후 인자로 알려져 있다. CMTM6 단백질을 강하게 발현하는 종양 세포를 가진 환자 역시 예후가 나빴다. CMTM6 발현 증가는 CMTM6을 암호화하는 유전자인 CMTM6 유전자의 수가 증가하는 돌연변이와 관련되어 나타났다. 83명의 환자를 대상으로 한 후속 연구에서, 72.8%의 환자가 종양 세포에서 PD-L1을 발현하였다. 그중 53%는 약하게, 35%는 중간 정도, 12%는 강하게 PD-L1을 발현하였다. 또한 73명의 UPS 환자를 대상으로 한 연구에서는 39명은 AMPD2 면역반응성을 보이지 않았고 23명은 약하게, 10명은 중간 정도, 11명은 강하게 활성을 보였다. AMPD2 단백질 면역반응성 획득은 AMPD2 유전자의 복제수 획득과 연관되어 있었다. AMPD2 농도가 높은 환자는 그렇지 않은 환자에 비해 예후가 나빴는데, 5년 생존율이 AMPD2 양성 환자는 38%, 음성 환자는 59%였다. 일부 혹은 단독 UPS 사례에서 발견된 이상으로는 1) 세포 증식과 사멸을 조절하는 세포내 신호 경로인 히포 신호전달경로 증폭. 이러한 증폭은 히포 신호전달경로상에서 VGLL3 유전자가 생산하는 VGLL3 (vestigial-like family member 3) 단백질과, YAP1 유전자가 생산하는 YAP1(yes-associated protein 1) 단백질의 과발현을 일으킨다. 2) 활성화되었을 때 다양한 암세포의 성장과 생존을 촉진하는 것으로 밝혀져 있는 노치 신호전달경로의 비정상적인 활성화. 3) 다양한 암의 종양 세포에서 상승하는 DKK1(Dickkopf-related protein 1)의 과발현 등이 보고되었다.